# Jan Frans van Bloeman

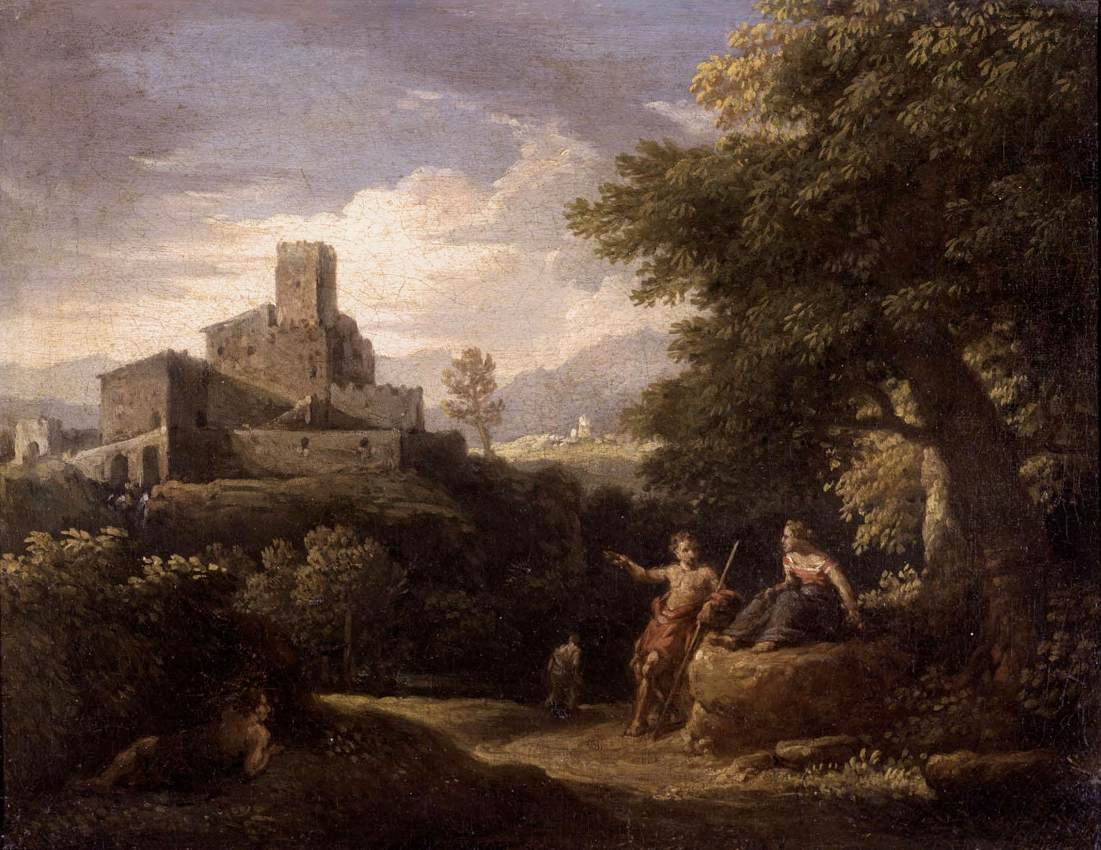
Paisagem arcadiana

Jan Frans van Bloemen, apelidado de L'Orizzonte (Antuérpia, 1662 — Roma, 1749) foi um importante pintor flamengo, que teve como plano de fundo para a sua prazerosa e, ao mesmo tempo, colérica vida, dois séculos de grande influência na arte.
Paisagista por excelência, nasceu em Antuérpia, tendo, porém, estudado e vivido na Itália, país pelo qual se deslumbrou. 
O seu caricato apelido deve-se, precisamente, à sua predilecção pela representação dos horizontes e da inovadora técnica com que pintava os elementos da natureza ou objectos mais longínquos dos seus olhos. Tal é bem notável em Paisagem com figuras em primeiro-plano, em que as distantes montanhas são representadas de uma forma somente semelhante à forma de representação de montanhas dos pintores norte-americanos do século XIX.
Os seus irmãos, Pieter e Norbert foram também pintores.